# Caravansérail Ribate Charaf
Pour les articles homonymes, voir Charaf.
Caravansérail Ribate Charaf (en persan : رباط شرف) est un caravansérail de la province iranienne de   Khorassan-e Razavi,, situé à 45 km de la ville de Sarakhs, édifié vers 1114-1115, au XIIe siècle, probablement pour le souverain du Khorassan Charafa ad-Din ibn Takhira. Ribate signifie caravansérail en farsi et Charaf est le nom de son fondateur. Il se trouve sur la route entre Nishapur et Sarakhs (autrefois sur la Route de la soie), à 7 km du village de Cholok et à 130 km de Machhad. Ce caravansérail est construit dans le Style architectural Razi, et est considéré par l'architecte Mohamed Kharim comme l'un des chef-d'œuvre  de l'art iranien à Sarakhs.
Il a été enregistré comme monument national de l'Iran en 1942, sous n°359.

## Architecture
Le caravansérail ressemble à un fortin et il est destiné à protéger les caravanes des razzias des pillards. Cependant, seules les portes étaient protégées , et à l'intérieur il ressemblait plus à un palais. Il a une forme rectangulaire de 110 × 75 m, des murs en adobe de 6 m de haut et six tours rondes. Sa première destination a été celle de caravansérail, puis après des pillages et des restaurations qui suivirent il a été transformé en palais
pour Tourkan Khatoun, l'épouse (selon d'autres sources la mère) du sultan seldjoukide Ahmad Sanjar (1118—1157). Une inscription indique sur les murs que la restauration a été réalisée selon ses ordres au XIIe siècle, en 549 selon la chronologie sédjoukide. La capitale de ses possessions était la ville de Merv (aujourd'hui au Turkménistan).
Le caravansérail se compose de deux cours intérieures, chacune d'elles ayant quatre iwans et chabestans; les murs sont faits de briques chinoises et portent des inscriptions en kufi. Au centre du caravansérail se trouve un bassin, dans la partie sud des écuries pour chevaux, le reste de l'espace étant destiné aux déplacements et à la vie dans les lieux. Chaque cour était en fait une hôtellerie séparée. L'une de celles-ci disposait de trois petites mosquées destinées  à l'origine aux voyageurs. Une autre disposait de trois réservoirs d'eau et des chambres au confort accru pour des voyageurs fortunés. L'architecture  de la cour intérieure et des quatre iwans est typique de l'architecture des mosquées iraniennes de l'époque de style architectural Razi. Les mihrabs à l'intérieur des mosquées portent des inscriptions réalisées en argile et en plâtre. Elles datent principalement de la période seldjoukide. Les murs et les pishtaks (entrées et iwans) sont décorés de motifs géométriques et végétaux.

Vues du caravansérail
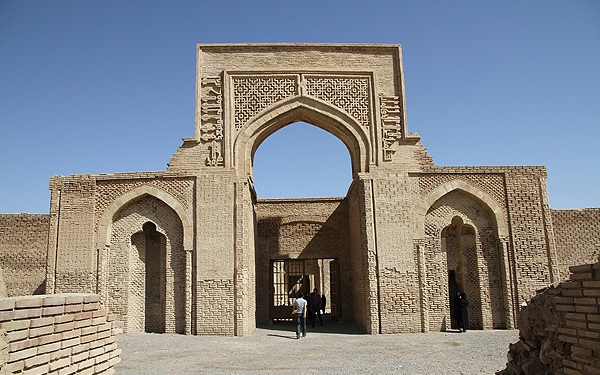
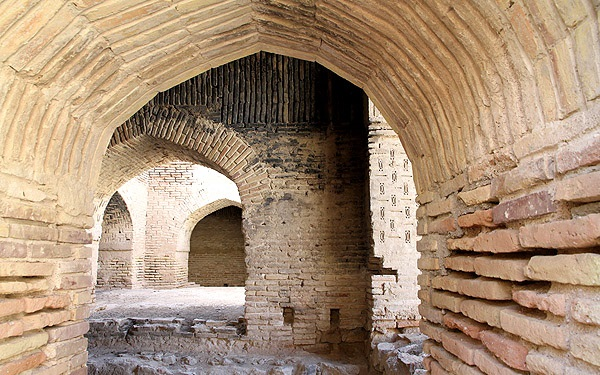
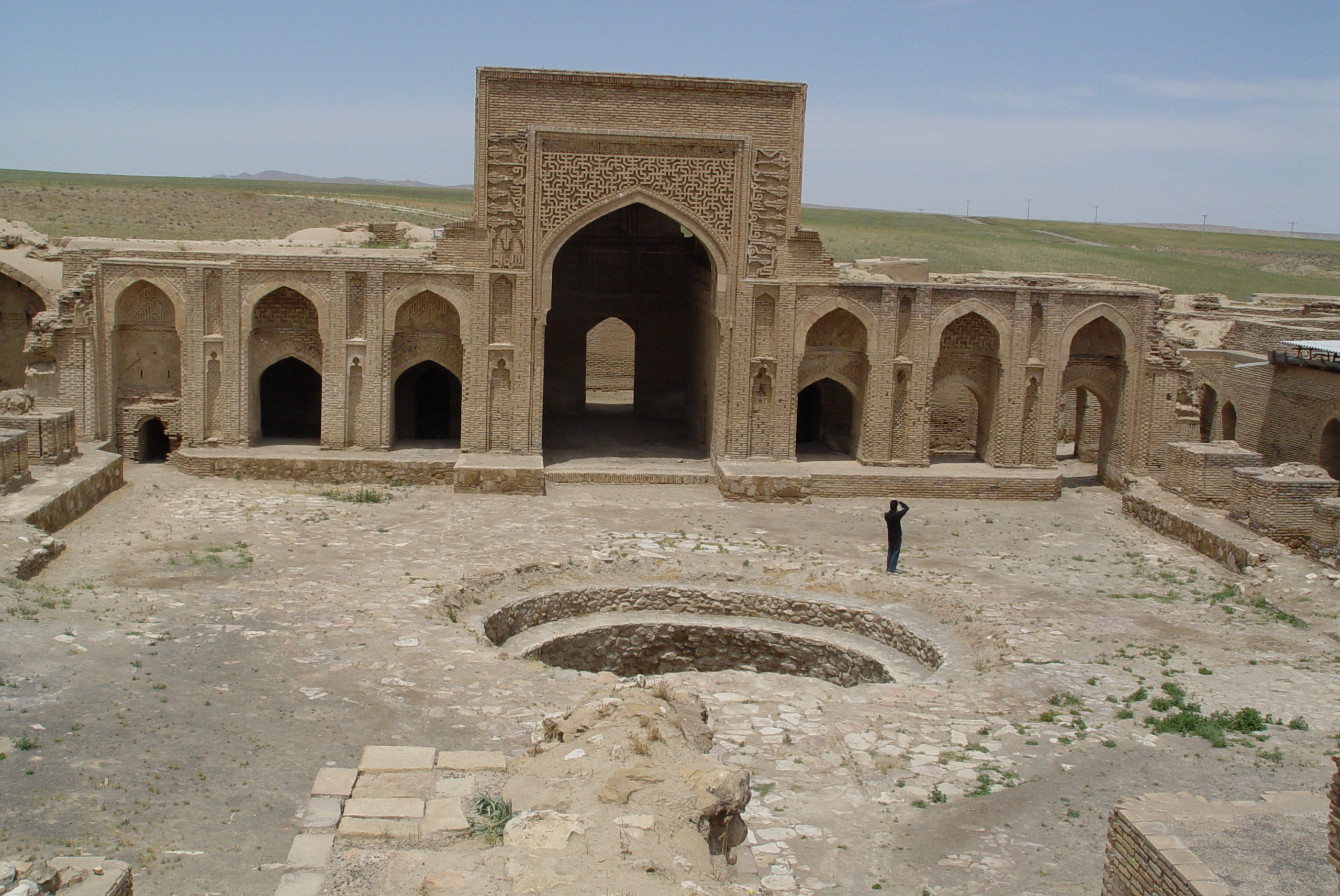